# 1537年
| 千纪： | 2千纪 |
| 世纪： | 15世纪 \| 16世纪 \| 17世纪                                                                                 |
| 年代： | 1500年代 \| 1510年代 \| 1520年代 \| 1530年代 \| 1540年代 \| 1550年代 \| 1560年代                           |
| 年份： | 1532年 \| 1533年 \| 1534年 \| 1535年 \| 1536年 \| 1537年 \| 1538年 \| 1539年 \| 1540年 \| 1541年 \| 1542年 |
| 纪年： | 丁酉年（鸡年）；明嘉靖十六年；越南莫朝大正八年，后黎朝元和五年；日本天文六年                               |

## 大事记
- 1月6日——佛羅倫斯公爵亞歷山德羅·德·麥地奇被暗殺。
- 3月12日——勒西菲由葡萄牙人在巴西創立。
- 3月——印加帝國薩帕·印卡曼科·印卡·尤潘基對庫斯科的進攻（英语：Siege of Cuzco）以失敗告終，後撤往比爾卡班巴建立新印加國。
- 8月15日——亞松森城正式成立。
- 今川義元轉變父親今川氏親與長兄今川氏輝的外交方針，致力於改善和睦與武田氏的關係，武田信虎協助擒捕支持玄廣惠探一方的福島一族殘黨，並將女兒定惠院嫁給今川義元，象徵「甲駿同盟」的正式締結成立。
- 威尼斯共和國與奧圖曼帝國爆發第四次威尼斯土耳其戰爭。
- 馬丁·路德在供施馬爾卡爾登聯盟教會會議向施馬爾卡爾登聯盟提出《施馬爾卡爾登信綱（英语：Smalcald Articles）》，但在會議期間卻並沒有正式採納之。
- 北條氏康攻陷扇谷上杉家本據點河越城，上杉朝定放棄河越城逃往松山城。

## 出生
- 3月26日 ——豐臣秀吉，與同時代的織田信長、德川家康並稱為日本戰國時代三英傑。（1598年逝世）
- 10月12日——愛德華六世，英國國王。（約1553年逝世）
- 10月12日——琴·格蕾，英格蘭女王，在位僅有九天。（1554年逝世）
- 足利義昭（1537年12月5日－1597年10月9日）是日本室町幕府末代將軍

## 逝世
5月寒花（归有光妻子魏孺人的陪嫁丫鬟）